# Famke Janssen
Famke Janssen, eerder bekend onder de naam Famke Beumer, (Amstelveen, 5 november 1964) is een Nederlands filmactrice. Ze brak wereldwijd en ook in eigen land door met haar rol als Xenia Onatopp, de vrouw die kon doden met haar dijen, in de Bondfilm GoldenEye.

## Biografie
Janssen werd geboren in Amstelveen op 5 november 1964. Zij is een zus van regisseuse Antoinette Beumer en actrice Marjolein Beumer. Na de scheiding van haar ouders nam ze de naam van haar moeder aan.
Na haar middelbare school studeerde Janssen een korte tijd economie aan de Universiteit van Amsterdam, terwijl zij bijverdiende als model. Zij werkte in heel Europa en emigreerde in 1984 naar de Verenigde Staten. Al gauw keerde zij de modellenwereld de rug toe en stortte zich op een studie literatuur aan de Columbia-universiteit in New York. Om te voorkomen dat ze in het Engels als 'Famke Bummer' door het leven zou gaan, veranderde ze haar naam terug in Janssen. Zij volgde acteerlessen - aanvankelijk als hobby - en verhuisde later naar Los Angeles, waar zij talloze audities afliep. Ze was te zien in kleine gastrollen in televisieseries als Melrose Place en Star Trek: The Next Generation. In 1992 maakte ze haar filmdebuut in het drama Fathers and Sons.
Janssen was van 1995 tot 2000 getrouwd met filmregisseur Tod Williams. Inmiddels woont zij alweer geruime tijd in New York.

## Filmprijzen
Janssen werd verschillende keren voor filmprijzen genomineerd. Met haar rol als de telepathische en telekinetische Jean Grey in X-Men: The Last Stand (2006) verzilverde ze een nominatie ook daadwerkelijk, toen ze hiervoor een Saturn Award kreeg. Op het Hamptons International Film Festival won de Amstelveense prijzen in verschillende categorieën met haar rol als poolbiljartster Kailey Sullivan in Turn the River (2007).

## Geselecteerde filmografie
- Fathers and Sons (1992)
- Relentless IV: Ashes to Ashes (1994)
- Lord of Illusions (1995)
- GoldenEye (1995)
- Dead Girl (1996)
- City of Industry (1997)
- Snitch (1998)
- The Gingerbread Man (1998)
- Deep Rising (1998)
- RPM (1998)
- Celebrity (1998)
- Rounders (1998)
- The Adventures of Sebastian Cole (1998)
- The Faculty (1998)
- House on Haunted Hill (1999)
- Love & Sex (2000)
- Circus (2000)
- X-Men (2000)
- Made (2001)
- Don't Say a Word (2001)
- I Spy (2002)
- X2 (2003)
- Eulogy (2004)
- Hide and Seek (2005)
- The Four Saints (2005)
- The Treatment (2006)
- X-Men: The Last Stand (2006)
- Turn the River (2007)
- The Ten (2007)
- The treatment (2007)
- Taken (2008)
- 100 Feet (2008)
- The Wackness (2008)
- Puppy Love (2008)
- Kiddie Ride (2009)
- The Chameleon (2010)
- Down the Shore (2011)
- Bringing Up Bobby (2011) Regisseur, Schrijver en Producent
- Taken 2 (2012)
- Hansel and Gretel: Witch Hunters (2013)
- The Wolverine (2013)
- A Fighting Man (2014)
- X-Men: Days of Future Past (2014)
- Taken 3 (2015)
- Jack of the Red Hearts (2016)
- All I Wish (2017)
- Once Upon a Time in Venice (2017)
- Status Update (2018)
- Asher (2018)
- Bayou Caviar (2018)
- The Poison Rose (2019)
- Primal (2019)
- The Postcard Killings (2020)
- Endless (2020)
- Way Down (The Vault) (2021)
- Dangerous (2021)
- Redeeming Love (2022)
- Door Mouse (2022)
- Knights of the Zodiac (2023)
- Locked In (2023)

## Televisie
- Star Trek: The Next Generation (1992) 1 aflevering ('Perfect Mate')
- Nip/Tuck (2003-2010) 11 afleveringen
- Ally McBeal (1997-2002) 2 afleveringen
- Hemlock Grove (2013-2015) 23 afleveringen
- How to Get Away with Murder (2014-2020)
- SuperMansion (2015) Stem, 2 afleveringen
- The Blacklist (2016) seizoen 3
- The Blacklist: Redemption (2017)
- When They See Us (2019)
- The Capture (2019-2020)
- Long Slow Exhale (2021)